# 洪氏红嘴蜂鸟
，是雨燕目蜂鸟科的一种鸟类。
洪氏红嘴蜂鸟体重约5.6克，翼长约61.1毫米，嘴峰长约21毫米，喙宽度约1.9毫米，喙厚度约1.6毫米，跗蹠长约5.6毫米，尾长约34.9毫米。洪氏红嘴蜂鸟在其分布区内为留鸟，其栖息在半开放的灌木丛中，食性为草食性，主要食物来源是植物的花蜜。
洪氏红嘴蜂鸟分布于巴拿马极东南部至哥伦比亚和厄瓜多尔西北部。该物种是单型物种，没有亚种分化。